# Filialkirche Theresienfeld

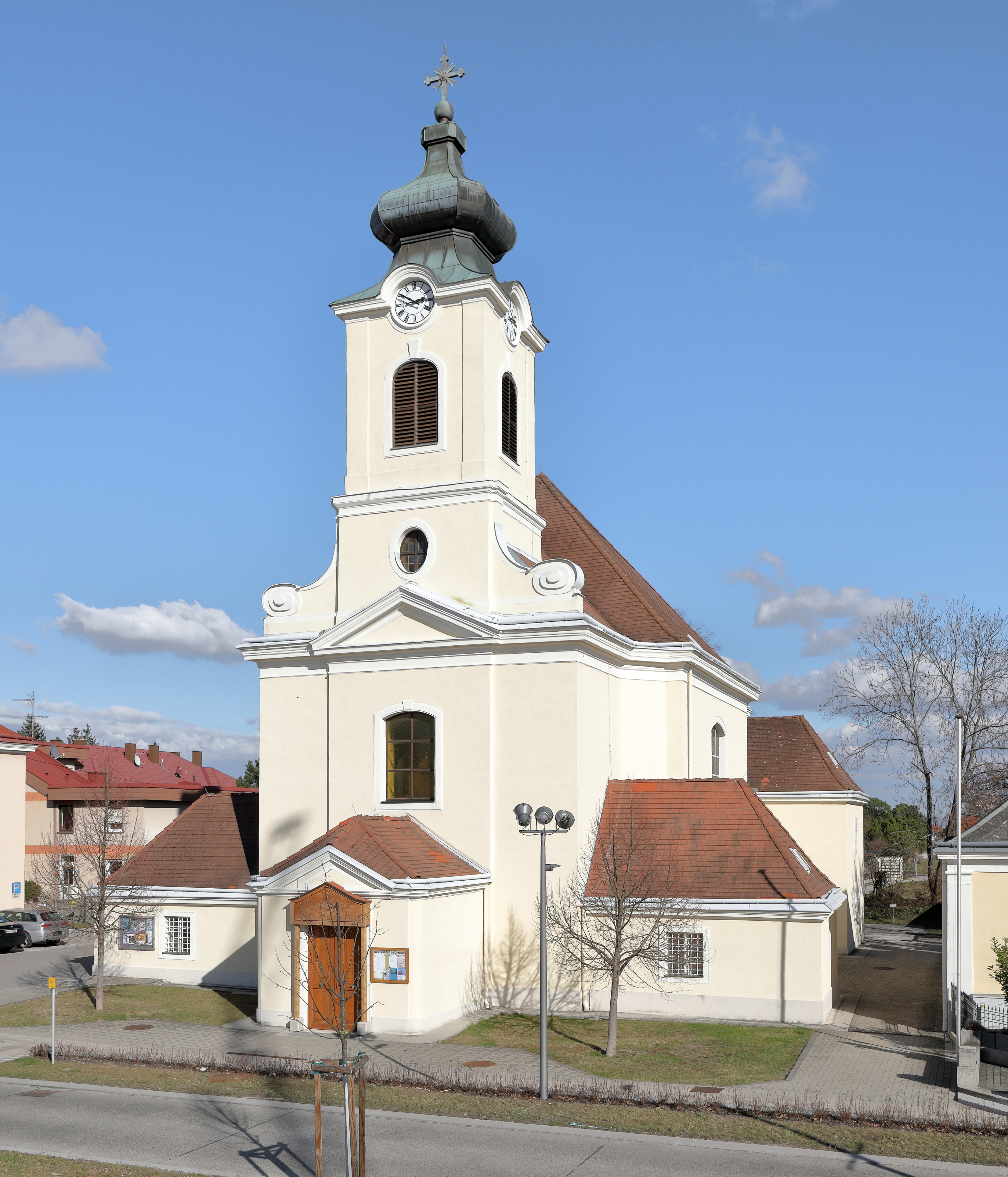
Kath. Pfarrkirche Kreuzerhöhung in Theresienfeld

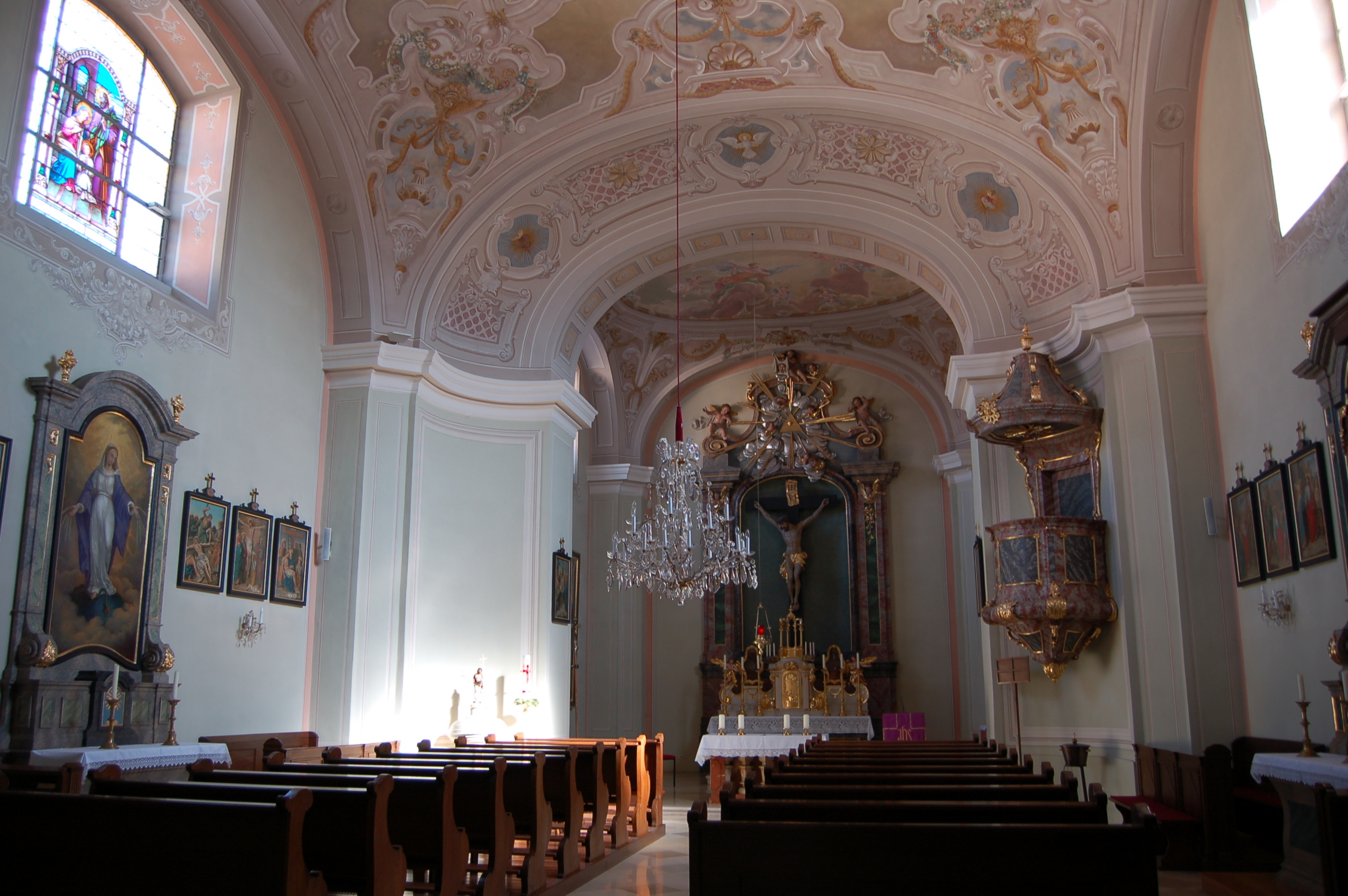
Kircheninneres zum Hochaltar

Die römisch-katholische Filialkirche Theresienfeld steht im Zentrum der Marktgemeinde Theresienfeld in Niederösterreich. Die Filialkirche Hl. Kreuz gehört zur Pfarre Zum guten Hirten im Steinfeld im Dekanat Wiener Neustadt im Vikariat Unter dem Wienerwald der Erzdiözese Wien. Die Kirche steht unter Denkmalschutz.

## Geschichte
1767 wurde mit der Gründung der Pfarre mit dem Baumeister Josef Gerl und einer Grundsteinlegung der Kirchenbau begonnen. 1768 erfolgte durch ein Erdbeben eine Beschädigung des Rohbaues. Dem folgte eine Umplanung, die Kirche wurde niedriger gebaut und erhielt ein Holzgewölbe. Die Pfarrkirche wurde 1768 geweiht. Bis 1927 hatte Felixdorf zur Pfarre Theresienfeld gehört.
Am 1. Jänner 2017 wurde die Pfarre Theresienfeld wieder um die Pfarren Felixdorf und Sollenau erweitert und in Zum guten Hirten im Steinfeld umbenannt. Als Pfarrkirche wurde die Pfarrkirche Sollenau bestimmt. Die ehemalige Pfarrkirche Theresienfeld ist seither eine Filialkirche der Pfarre Zum guten Hirten im Steinfeld und ist die Kirche der Teilgemeinde Kreuzerhöhung.

## Architektur
Kirchenäußeres
Der spätbarocke längzentrale Kirchenbau mit einem Westturm hat ein annähernd quadratisches Langhaus mit je einem Längsfenster. Die schlichte Westturmfassade mit einer quadratischen Vorhalle und flankierenden eingeschoßigen Anbauten hat einen Mittelrisalit mit einem großen Rundbogenfenster. Auf dem Gesimsgiebel folgt ein zweigeschoßiger Fassadenturm mit großen Schallfenstern, Uhrengiebeln und eine eingeschnürte Zwiebelhaube. Der leicht eingezogene Chor mit einem geraden Schluss zeigt ein schlichtes umlaufendes Gesims. Im Süden des Chores ist ein eingeschoßiger Sakristeianbau.
Kircheninneres
Der Zentralraum hat abgerundete Raumecken unter einer Flachkuppel. Seitlich sind seichte Altarnischen mit darüberliegenden Segmentbogen. Die Westempore mit einer geschwungenen Brüstung ist platzlunterwölbt. Der einjochige Rechteckchor hat ein Platzlgewölbe. Die dekorative Wandmalerei im Gewölbe des Zentralraums und im Chor ist aus dem zweiten Viertel des 18. Jahrhunderts.

## Ausstattung
Der Hochaltar aus 1772 hat ein flaches Retabel und hat im Auszug ein prächtig gestaltetes Auge Gottes Symbol. Der frei stehende Altartisch trägt einen kleinen von Engeln flankierten Tabernakel. Darüber ist ein monumentales spätbarockes Kruzifix. Die Seitenaltäre sind schlichte Tafelretabel und zeigen links das Bild Maria Immaculata und rechts Theresia, beide aus der zweiten Hälfte des 18. Jahrhunderts. Die barocke Hängekanzel mit Reliefs ist aus der Bauzeit. Die Kreuzwegbilder sind aus der zweiten Hälfte des 19. Jahrhunderts. Es gibt zwei barocke Beichtstühle.
Es gibt eine Glocke mit der Inschrift Johann Josef Pfrenger 1761. Die Orgel mit 8 Registern wurde 1985 von Helmut Allgäuer restauriert.